# A Static Lullaby
Gli A Static Lullaby sono un gruppo post-hardcore formato a Chino Hills, California nel 2001. Le loro sonorità sono caratterizzate da voci distorte o in scream alternato con cantati melodici.

## Storia

### Primi anni e la formazione (2001 - 2002)
Gli A Static Lullaby si sono riuniti dopo una jam session avvenuta in modo casuale, in cui, l'affiatamento che ne scaturì, portò i suoi membri ad abbandonare le loro band e formare un nuovo gruppo. Formatasi nel 2001 a Chino Hills, CA, vide come prima formazione il cantante Joe Brown, il bassista Phil Pirrone, il batterista Brett Dinovo, e chitarristi Dan Arnold e Nathan Lindeman. Il loro primo concerto fu poi a sole due settimane dopo la formazione.
Nel settembre 2001 la band registrò il loro primo EP dal titolo Withered, che autodistribuirono da subito su CDr nel circuito locale. "un sorso di vino Chased con il cianuro" e "A Song for a Broken Heart" e pubblicato su un demo, quando nel 2002 pubblicarono il loro EP, appassito, hanno venduto 6 000 copie. Dopo di che hanno fatto un giro, eseguendo le canzoni prese dal Parlamento europeo in tutta la West Coast.

### Firma e primi due album (2002 - 2005)
La band ha firmato un contratto con Ferret Records nel 2002. Dopo questo, la band ha continuato a creare il loro primo album chiamato,...And Don't Forget to Breathee ha trascorso 18 mesi lungo la strada sostenere il loro album di debutto, la condivisione di fasi di tali atti come AFI, My Chemical Romance e Brand New. Dopo lunghi tour, hanno firmato per la Columbia Records e registrato il loro secondo album,Faso Latido. Ha ricevuto recensioni contrastanti e sono stati poi è scesa dal Columbia. In questo tempo, il bassista e il cantante Phil Pirrone è stato coinvolto in un grave incidente in auto, costringendolo a ripensare la sua vita e, infine, lasciare la band. Ha formato una propria etichetta discografica, Longhair Illuminati, e formarono la band Scrigno Agenti con il chitarrista Nathan Lindeman.

### A Static Lullaby(2006 - 2007)
Gli A Static Lullaby hanno raggiunto un punto di svolta ed firmarono da Fearless Records. Andarono a caccia di nuovi musicisti per riempire le posizioni di Phil Pirrone e Nathan Lindeman. Dopo aver trovato John Martinez e Dane Poppin per chitarra e basso, rispettivamente, la band ha registrato il loro terzo album full-length. Il self-titled record ha significativamente migliore rispetto ai loro album precedenti, ed è tornato allo stile più aggressivo che era stato conosciuto.

### Rattlesnake!(2008 - oggi)
Gli A Static Lullaby recentemente hanno pubblicato un nuovo album, che è stato prodotto da Steve Evetts. La band ha pubblicato un video che indica che il titolo del nuovo album èRattlesnake!Ed è stato pubblicato il 9 settembre 2008. Hanno appena finito il tour con Maylene e Sons of Disaster, Confide, Showbread e Attack Attack!, Nel novembre 2008. La band ha recentemente pubblicato una versione metalcore cover di "Toxic" di Britney Spears per il volume due delle compilation (EN) Punk Goes Pop 2.
A Static Lullaby appena concluso un tour con band come Vanna, Asking Alexandria, immobile in bianco e Tides of Man per il Blaze of Glory tour.

## Formazione
- Joe Brown - voce
- Dan Arnold - voce, chitarra
- Dane Poppin - basso
- Tyler Mahurin - batteria

### Componenti passati
- Phil Pirrone – basso, voce (2001 – 2005)
- Nate Lindeman – chitarra (2001 – 2005)
- Brett Dinovo – batteria (2001 –2006)
- Jarrod Alexander – batteria (2001, 2006 – 2007)
- John Martinez – chitarra, voce (2006 – 2007)

## Discografia
- 2002 - Withered (EP)
- 2003 - ...And Don't Forget to Breathe
- 2005 - Faso Latido
- 2006 - A Static Lullaby
- 2008 - Rattlesnake!

### Videografia
- 2003 - Lipgloss and Letdown
- 2005 - Stand Up
- 2006 - Hang 'Em High
- 2008 - The Art of Sharing Lovers
- 2009 - Toxic